# Geta
Públio Sétimo Geta (Publius Septimius Geta, em latim; 7 de março de 189 – 26 de dezembro de 211) foi imperador romano com seu pai Septímio Severo e seu irmão mais velho Caracala no ano de 209, quando foi nomeado Augusto como seu irmão, que tinha mantido o título desde 198. Severo morreu em 211 e, embora pretendesse que seus filhos governassem juntos, eles se mostraram incapazes de dividir o poder, culminando com o assassinato de Geta em dezembro daquele ano.

## Juventude
Geta era o filho mais novo de Septímio Severo com sua segunda esposa Júlia Domna. Geta nasceu em Roma, numa época em que seu pai era apenas um governador provincial a serviço do imperador Cômodo.
Em 198, Geta foi elevado a César. Septímio Severo deu a Geta o título de Augusto em 209.
Durante a campanha contra os britânicos no início do século III d.C., a propaganda imperial promoveu a imagem de uma família feliz que compartilhava as responsabilidades do governo. Caracala atuava como o segundo em comando do imperador, e os deveres administrativos e burocráticos eram de responsabilidade de Geta. Na realidade, porém, a rivalidade e a antipatia entre os irmãos não diminuíram. Com a morte do imperador Septímio Severo, Geta e seu irmão Caracala se tornaram imperadores.

## Imperador Conjunto
Quando Sétimo Severo morreu em Eboraco no início de 211, Caracala e Geta foram proclamados imperadores conjuntos e retornaram a Roma. Sua mãe, Julia Domna, que havia servido como conselheira e confidente de seu marido, foi capaz de manter sua influência política sobre dois coimperadores. Diz-se que na viagem da Grã-Bretanha a Roma os dois irmãos se mantiveram bem afastados um do outro, nem uma vez hospedados na mesma casa ou compartilhando uma refeição em comum.
Seu governo conjunto foi um fracasso. O Palácio Imperial de Roma era dividido em duas seções separadas e nenhuma permitia que os servos da outra fossem seus. Eles só se encontraram na presença de sua mãe, e com uma forte guarda militar, estando em constante medo de serem assassinados. A estabilidade atual de seu governo conjunto foi apenas através da mediação e liderança de sua mãe, Júlia Domna, acompanhada por outros cortesãos e generais do exército. O historiador Herodiano afirmou que os irmãos decidiram dividir o império ao meio, mas com a forte oposição da mãe, a ideia foi rejeitada, quando, no final de 211, a situação se tornou insuportável. Caracala tentou sem sucesso assassinar Geta durante o festival de Saturnália (17 de dezembro). Finalmente, no dia 26 de dezembro, Caracala mandou sua mãe arranjar um encontro de paz com seu irmão nos aposentos de sua mãe, privando Geta de seus guarda-costas, e então o assassinou.
Caracala ordenou a condenação de sua memória, o que foi feito de forma exaustiva, como fica claro no registro arqueológico. Supostamente, Caracala foi posteriormente atormentado pela culpa por sua ação, mas procurou expiá-la adicionando a este crime a proscrição de todos os ex-seguidores de seu irmão. Cassius Dio afirmou que cerca de 20.000 homens e mulheres foram mortos ou proscritos sob esta acusação durante este tempo.

## Retrato
Muito poucos retratos de mármore atribuíveis a Geta sobrevivem até hoje, provavelmente devido à muito completa damnatio memoriae que resultou no apagamento de suas imagens. No entanto, as moedas romanas com sua imagem são abundantes e podem refletir como seu pai Sétimo Severo e sua mãe Julia Domna e mais tarde o próprio Geta queriam que ele fosse visto pelo povo romano (e especialmente pelos militares romanos).
Imagens de Geta e seu irmão mais velho Caracala não podem ser bem distinguidas até a morte do pai. Ambos os filhos deveriam ser apresentados como herdeiros igualmente adequados ao trono, mostrando assim mais "profundidade" para a dinastia.
Em suas moedas, Caracala, que se tornou Augusto em 198, foi mostrado com uma coroa de louros, enquanto Geta permaneceu com a cabeça descoberta até se tornar Augusto em 209. Entre 209 e a morte de seu pai em fevereiro de 211, os dois irmãos foram mostrados como jovens igualmente maduros com uma barba curta e cheia, prontos para assumir o controle do império. Entre a morte de Septímio Severo e o assassinato de Geta, os retratos de Caracala não mudaram, enquanto Geta era representado com uma longa barba e cabelos soltos, como seu pai, uma forte indicação dos esforços de Geta para ser visto como o "verdadeiro" sucessor de seu pai.
O painel de Severan Tondo retrata Septímio Severo e sua família com um rosto obliterado que se supõe ser Geta.

## Galeria

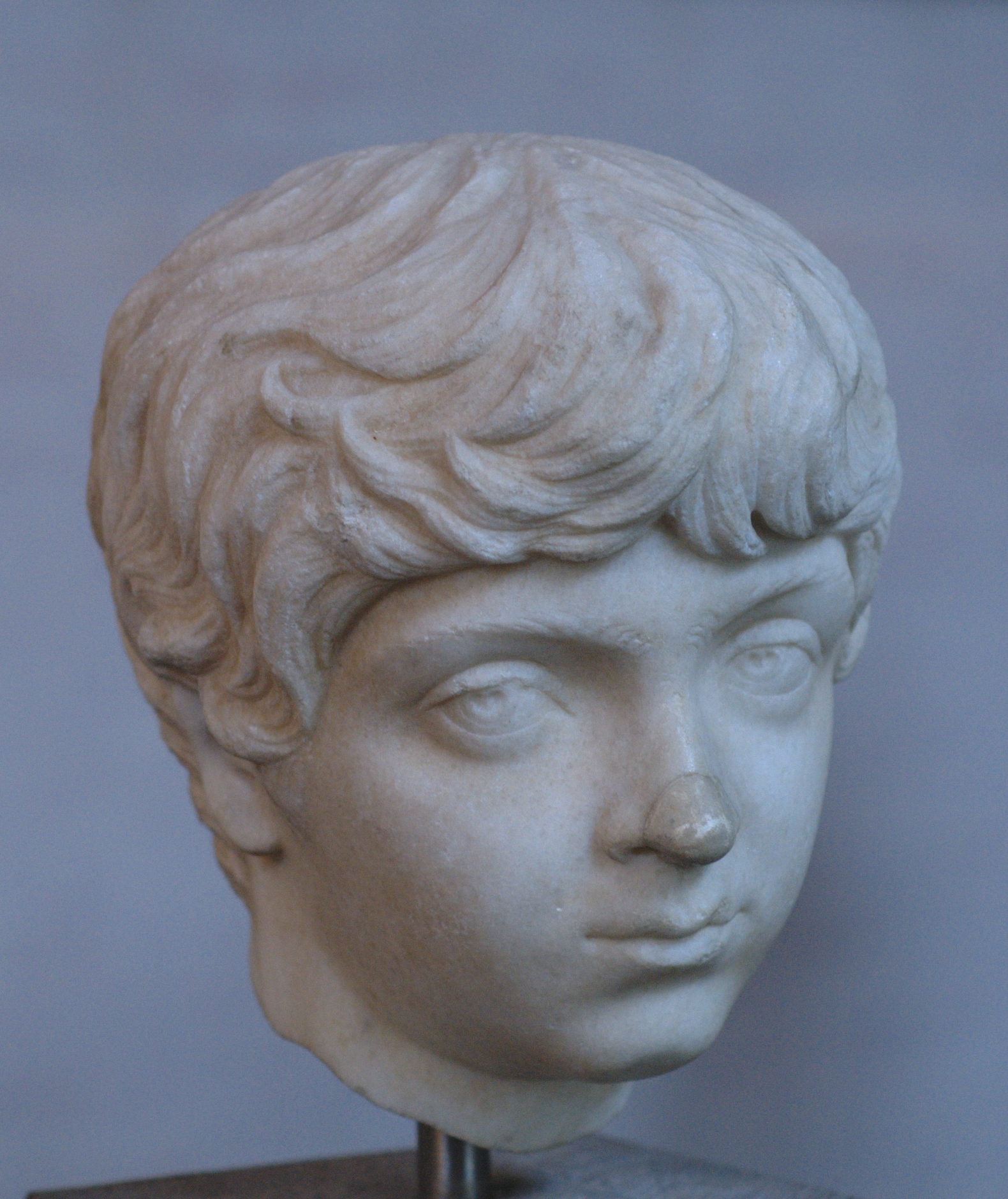
Chefe do jovem Geta na Gliptoteca de Munique
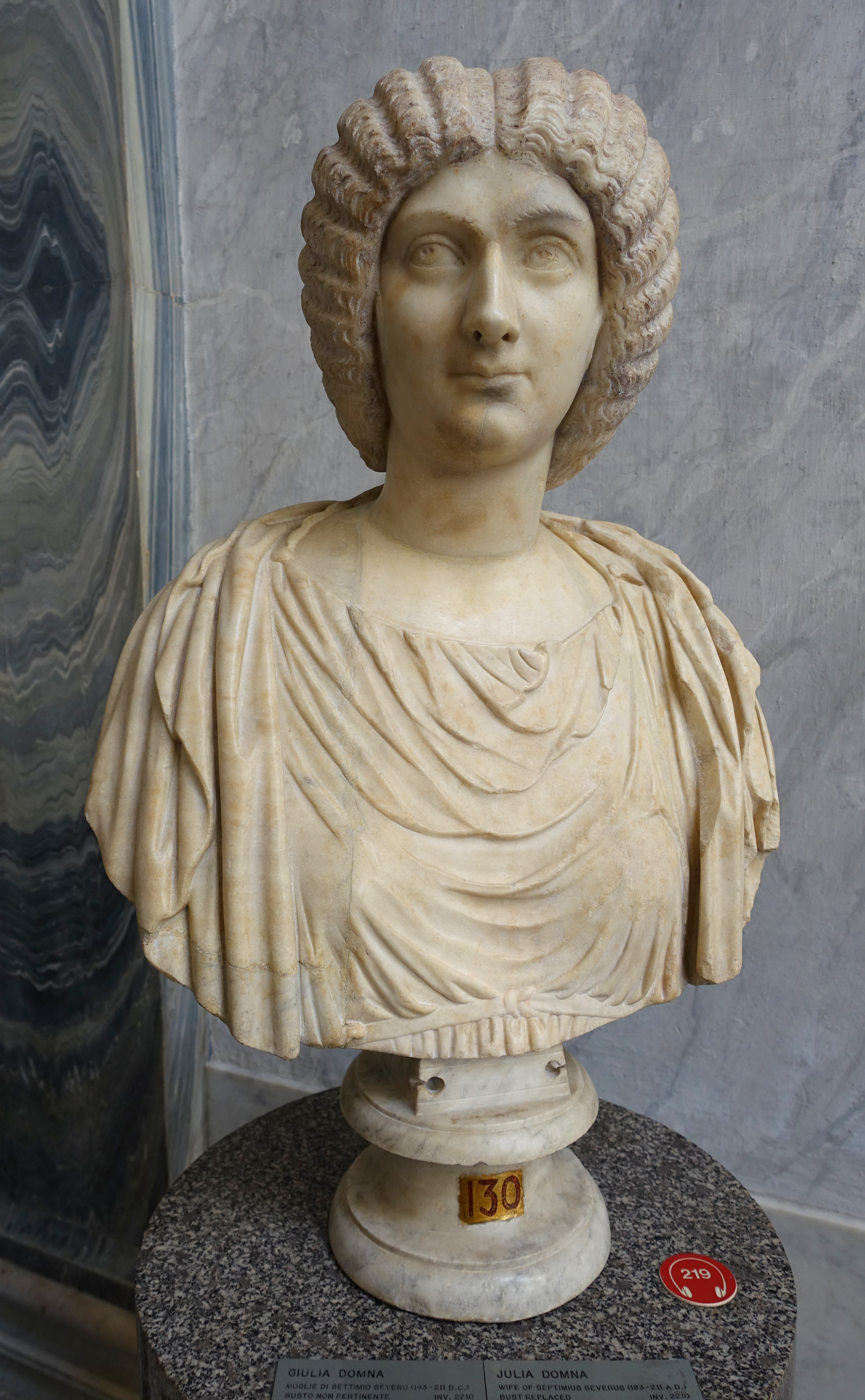
A mãe de Caracala e Geta, Júlia Domna, serviu como mediadora durante o reinado conjunto e ajudou-os na administração do império.
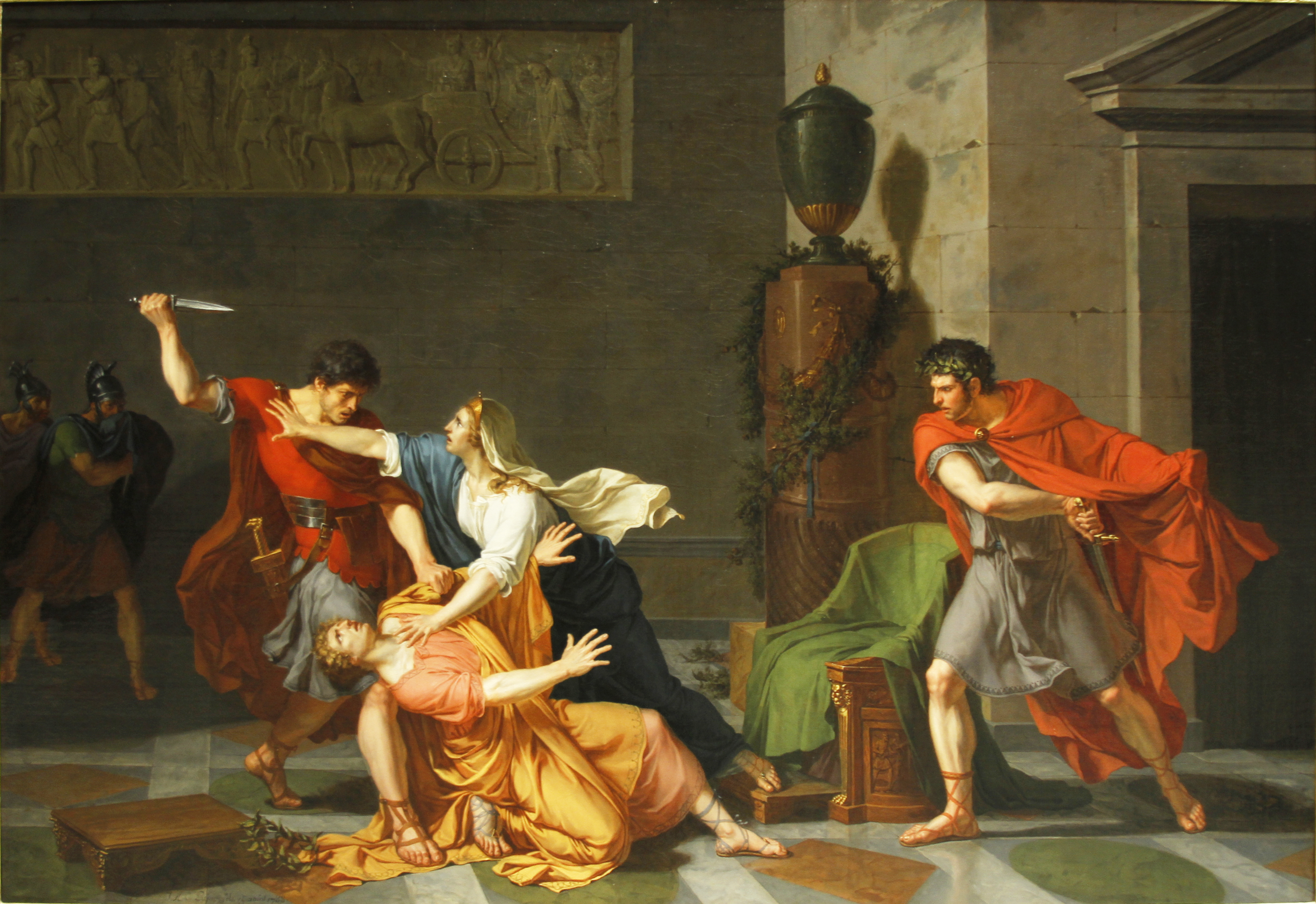
Geta morrendo nos braços de sua mãe por Jacques-Augustin-Catherine Pajou, Galeria Estadual, Estugarda, Alemanha
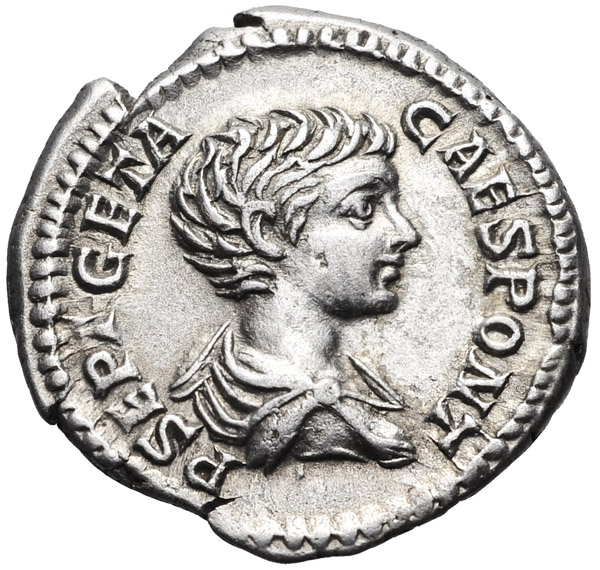
Um denário de Geta.